# Взрыв в Таганроге 28 июля 2023 года
28 июля 2023 года в центре Таганрога Ростовской области России произошёл взрыв.
В результате взрыва пострадало более 20 человек, минимум двое из которых находились в тяжёлом состоянии, однако погибших не было. Пострадало здания Таганрогского художественного музея, ресторана «Чехов Сад», а также ряд других построек. 
Взрыв произошёл на фоне российского вторжения в Украину. Минобороны РФ заявило, что взрыв произошёл в результате удара украинской ракеты С-200, переоборудованной для нанесения ударов по наземным целям.

## Предыстория
Таганрог расположен на  Азовском море, находившийся в 50 км от международно-признанной российско-украинской границы и в 150 км от линии фронта. 
В ходе вторжения России в Украину приграничные российские области подвергались регулярным обстрелам. Российские власти обвиняли в их совершении Украину, однако украинская сторона такие атаки обычно не комментировала. Таганрог также подвергался подобным атакам. Так, в июле 2022 года над Таганрогом упал беспилотник, попавший в жилой дом и вызвавший там пожар. Однако журналисты отмечали, что взрыв 28 июля 2023 года оказался самым разрушительным с начала войны. 

## Ход событий
Днем 28 июля 2023 года в центральной части Таганрога в районе Лермонтовского переулка прогремел взрыв. Губернатор Ростовской области Василий Голубев заявлял, что были разрушены стена музея и кровля Таганрогского художественного музея, выбиты рамы и окна в 3-этажном жилом доме, получили повреждения гаражи и хозпостройки. На месте взрыва были задействованы 60 спасателей и 17 единиц техники. Пострадало и здание ресторана «Чехов Сад». На месте взрыва образовалась воронка диаметром 5 метров.  
Телеграм-канал Astra и издание Важные истории отмечали, что взрыв произошёл в 2 км от Таганрогского порта и в 10 км от авиабазы научно-технического комплекса им. Бериева, на котором размещались бомбардировщики Ту-95 и площадка для запуска БПЛА.
Российские власти заявляли что взрыв произошёл из-за удара Украиной по Таганрогу ракетой С-200. Спустя несколько часов после взрыва в Таганроге, российские власти заявили о перехвате ещё одной украинской ракеты С-200 над Азовским морем.
В этот же день в российской Самаре на нефтеперерабатывающем заводе произошёл взрыв, из-за, по словам российских властей, заложенного взрывного устройства, а в Украине в результате российского ракетного удара по городу Днепр было разрушено несколько зданий и пострадало не менее 9 человек. 

### Причина взрыва
Российские власти заявляли, что взрыв в Таганроге произошёл из-за падения на город осколков перехваченной украинской ракеты С-200. Журналисты отмечали, что комплекс С-200 был создан как система ПВО в СССР в 60-х гг. XX века. Украина после распада СССР получила несколько десятков С-200, однако они были сняты с вооружения в начале 2010-х годов. 
Издание Popular Mechanics отмечало: «Украина особенно стремилась получить оружие дальнего действия для нанесения ударов по целям в Крыму и России, но у неё мало (если вообще есть) оставшихся баллистических ракет «Точка-У» и западного оружия большой дальности (например, ракет Storm Shadow и SCALP-EG)». По мнению журналистов издания, украинские военные специалисты могли бы установить на С-200 инерциальные головки GPS-наведения, что позволило бы использовать их против неподвижных наземных целей. Они отмечали, что при недостатке точности ракеты С-200 могли бы достигать дальности атаки по наземным целям до 500 км, неся  90 кг взрывчатки и 37 тысяч мелких поражающих элементов. Российский военный эксперт отмечал, что ввиду поражения цели ракетами С-200 тысячами мелких осколков она неэффективна против хорошо защищенных целей, однако их можно использовать для стрельбы по расположению живой силы, плохо защищенным строениям и промышленным предприятиям.  
К моменту атаки на Таганрог в СМИ сообщалось, что украинские силы уже пытались использовать С-200 для стрельбы по объектам в российском тылу, в частности с их помощью пытались атаковать Крымский мост и ростовский военный аэродром Морозовск.

## Реакция

### Россия
Минобороны РФ заявило об атаке «киевским режимом» по жилой инфраструктуре. Следственный комитет возбудил уголовное дело по статье «Теракт». МИД РФ грозил жёсткими ответными мерами. 

### Украина
Власти Украины не стали брать на себя ответственность за случившееся. Советник руководителя Офиса президента Украины Михаил Подоляк назвал произошедшее «следствием внутрироссийских процессов». Секретарь СНБО Алексей Данилов заявил: «события в Таганроге – это не что иное, как абсолютно безграмотные действия операторов российских комплексов ПВО». 